# 新守谷駅
新守谷駅（しんもりやえき）は、茨城県守谷市御所ケ丘一丁目にある関東鉄道常総線の駅である。関東の駅百選認定駅。

## 概要
当駅は守谷市の北部に位置する。駅のすぐ北および東につくばみらい市との市境がある。四季の里公園の最寄り駅であり、同公園では6月に「もりやアヤメ祭り」が開催される。近隣には、常磐自動車道谷和原ICや、開智望小学校・中等教育学校、守谷テラス、つくばエクスプレス総合基地がある。

## 歴史
- 1982年（昭和57年）3月27日：住宅・都市整備公団（現在の都市再生機構）が、常総ニュータウン整備の一つとして駅西側で住宅開発を行い、その「街びらき」の時期にあわせて開業[1]。
  - 当時の住所は北相馬郡守谷町大字立沢1873番地3。
- 1983年（昭和58年）5月1日：南守谷駅から当駅間が複線化される[1]。
- 1984年（昭和59年）11月15日：当駅から水海道駅間が複線化される[1]。
- 1985年（昭和60年）5月24日：駅所在地の住所表記が北相馬郡守谷町御所ケ丘一丁目1番地1に変更。
- 1991年（平成3年）1月29日：新守谷ステーションライブラリー開設。
- 1997年（平成9年）：「関東の駅百選」に選定される。選定理由は「赤瓦のとんがり屋根が美しい、図書館がある駅」。
- 2002年（平成14年）2月2日：市制施行にともない、駅所在地の住所表記が守谷市御所ケ丘一丁目1番地1に変更。
- 2004年（平成16年）9月29日：新守谷ステーションライブラリー（関東の駅百選認定の理由となった駅併設の図書館）閉鎖。
- 2009年（平成21年）3月14日：ICカードPASMO供用開始[3][1]。
- 2010年（平成22年）9月1日：一部時間帯（10 - 16時）が駅員無配置となる[1][4]。
- 2019年（平成31年）3月28日：駅改札外の東側を結ぶ連絡橋「きずな橋」が開通する[5]。

## 駅構造
単式・島式ホーム2面3線を有する地上駅（橋上駅）。
3番線（上り副本線）は、2005年まで平日朝ラッシュ時に設定されていた取手方面への折り返し列車が使用していた。その後は長らく臨時用となっていたが、2024年（令和6年）3月16日のダイヤ改正で当駅 - 守谷駅間の区間列車が設定されたのに伴い、再び定期ダイヤでの使用が再開された。
事務室に駅管理表示器があり、列車の入線状況等を把握することができる。また、3番線へのポイント切り替えもこれを使用する。
1991年（平成3年）1月29日から2004年（平成16年）9月29日までは、駅舎の3階に新守谷ステーションライブラリー（守谷市運営）が設置されていた。
2020年5月、1992年6月に発生した取手駅脱線事故の概要や原因、対策を写真付きのパネル展示した社員教育施設「誓いの場」を同駅内に設置した。
2024年7月、本社移転に伴い、鉄道部が同駅内に移転している。

### のりば
| 番線 | 路線    | 方向 | 行先             |
| ---- | ------- | ---- | ---------------- |
| 1    | ■常総線 | 下り | 水海道・下館方面 |
| 2・3 | ■常総線 | 上り | 守谷・取手方面   |

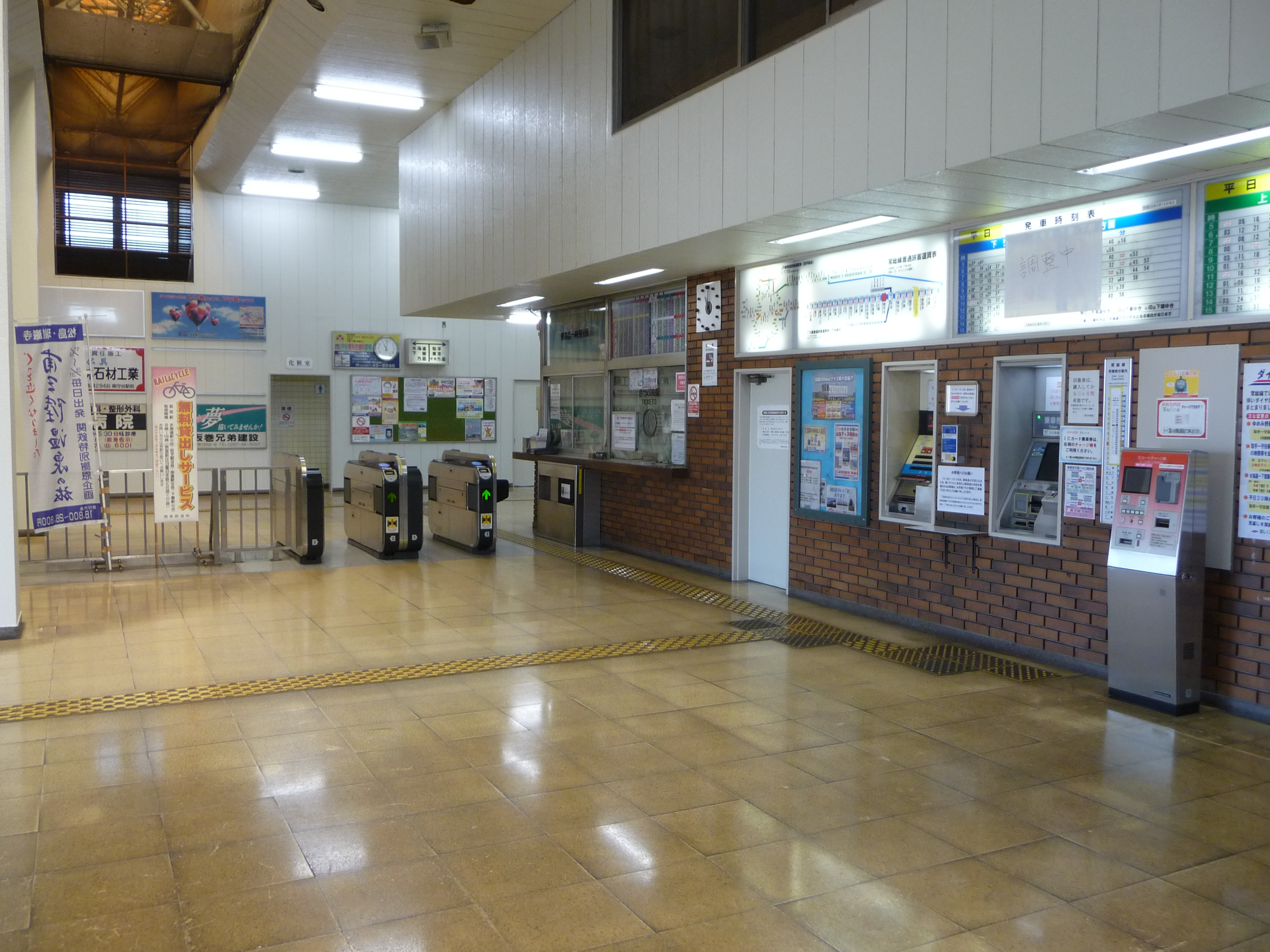
改札口（2011年3月）
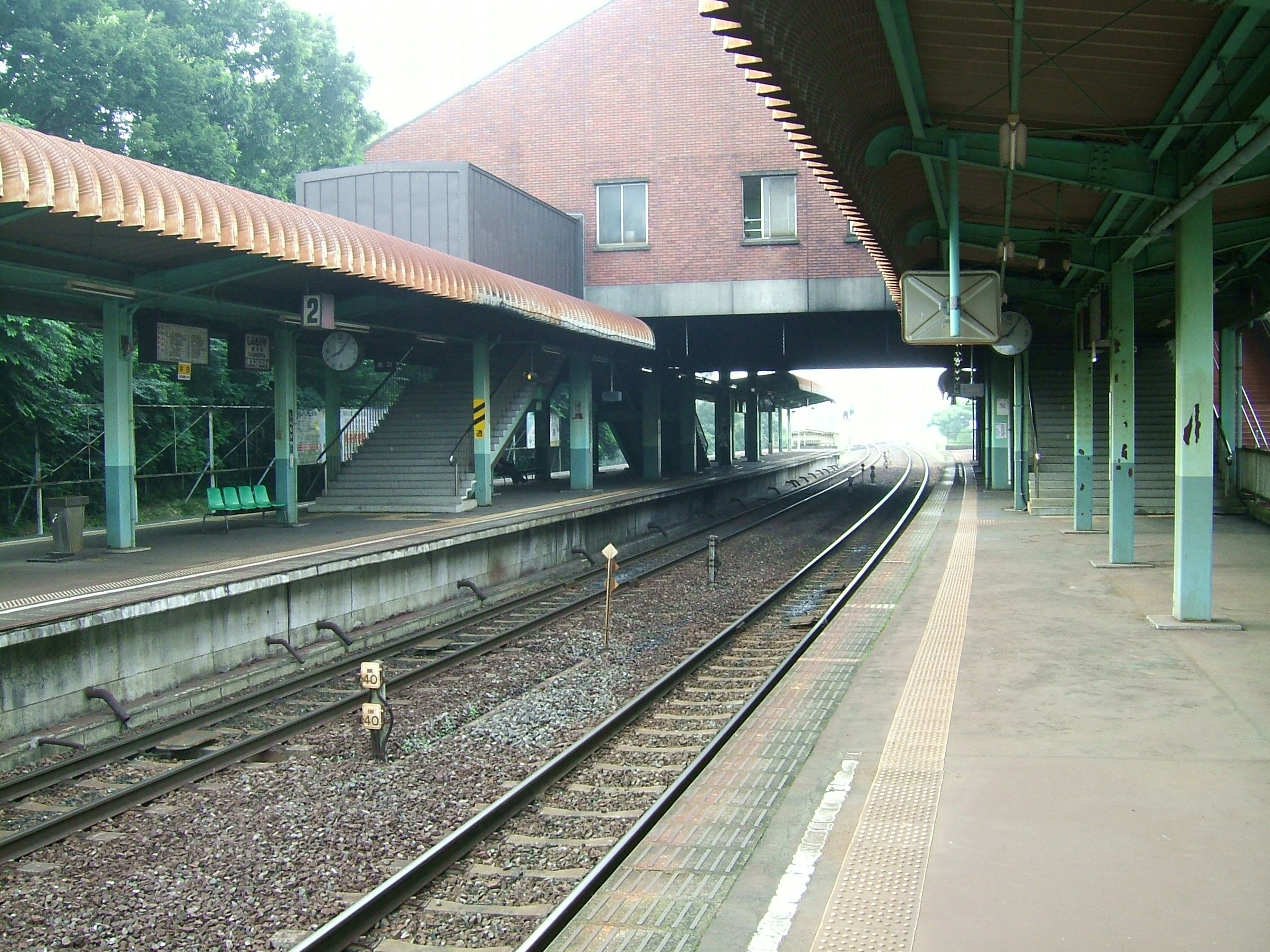
ホーム（2008年7月）

#### 備考
- 2015年（平成27年）の関東・東北豪雨の際、常総市が大規模な水害を受けたため、当駅への車両の避難やバスの臨時営業所の設置が行われていた。

## 当駅における運行形態
- 上り（守谷・戸頭・取手方面）
  - 日中は概ね1時間に3本の普通列車（取手行、一部守谷行）が停車する[10]。
- 下り（小絹・水海道・石下・下妻・下館方面）
  - 日中は概ね1時間に3本の普通列車（水海道行、下館行）が停車する。一部時間帯は、下館行の列車でも水海道駅で乗り換えが必要な列車も設定されていて[注釈 1]、夜間には下妻行の列車も設定されている[10]。

## 利用状況
かつては常総線で3番目に利用客の多い駅であった。2005年のつくばエクスプレス開業に伴い、守谷市内のバス路線の中心拠点が守谷駅に移ったため、同年以降は大幅に減少した。その後、近隣に開智望小学校・中等教育学校が開校して以降は通学利用が増加している。
乗降人員は下表のとおりである。
| 年度   | 1日平均 乗降人員 |
| ------ | ---------------- |
| 2003年 | 4,208            |
| 2004年 | 4,280            |
| 2005年 | 3,623            |
| 2006年 | 2,812            |
| 2007年 | 2,661            |
| 2008年 | 2,503            |
| 2009年 | 2,277            |
| 2010年 | 2,155            |
| 2011年 | 2,160            |
| 2012年 | 2,191            |
| 2013年 | 2,152            |
| 2014年 | 2,228            |
| 2015年 | 2,250            |
| 2016年 | 2,448            |
| 2017年 | 2,564            |
| 2018年 | 2,770            |
| 2019年 | 2,701            |
| 2020年 |                  |
| 2021年 |                  |
| 2022年 | 3,456            |

## 駅周辺
西側ロータリー前は国道294号がある。常総ニュータウン北守谷の各地区へは駅の階段を降りずにペデストリアンデッキを経由して行くことができる。一方、東側（つくばみらい市）には出口はなく、小さな森が広がっていたが、2015年に開智望小学校が開校し、守谷市は東西を結ぶ自由通路整備工事を行い、2019年に連絡橋が完成した。
- 駅前ロータリー・バス停留所
- 国道294号
- マクドナルド294新守谷店
- 新守谷駅前通り
- 常磐自動車道谷和原IC
- 守谷市営新守谷第一自転車駐車場
- 守谷市文化会館
- 守谷市市民交流プラザ
  - 北守谷児童センター（キ・ターレ）
  - 守谷市民ギャラリー
- 立沢公園
- 守谷市立御所ケ丘中学校
- 守谷市立御所ケ丘小学校
  - 常陽銀行北守谷支店（守谷テラス内）
- 守谷久保ケ丘郵便局
- 守谷自動車学校
- つくばエクスプレス総合基地
- 開智望小学校・中等教育学校
- 守谷テラス

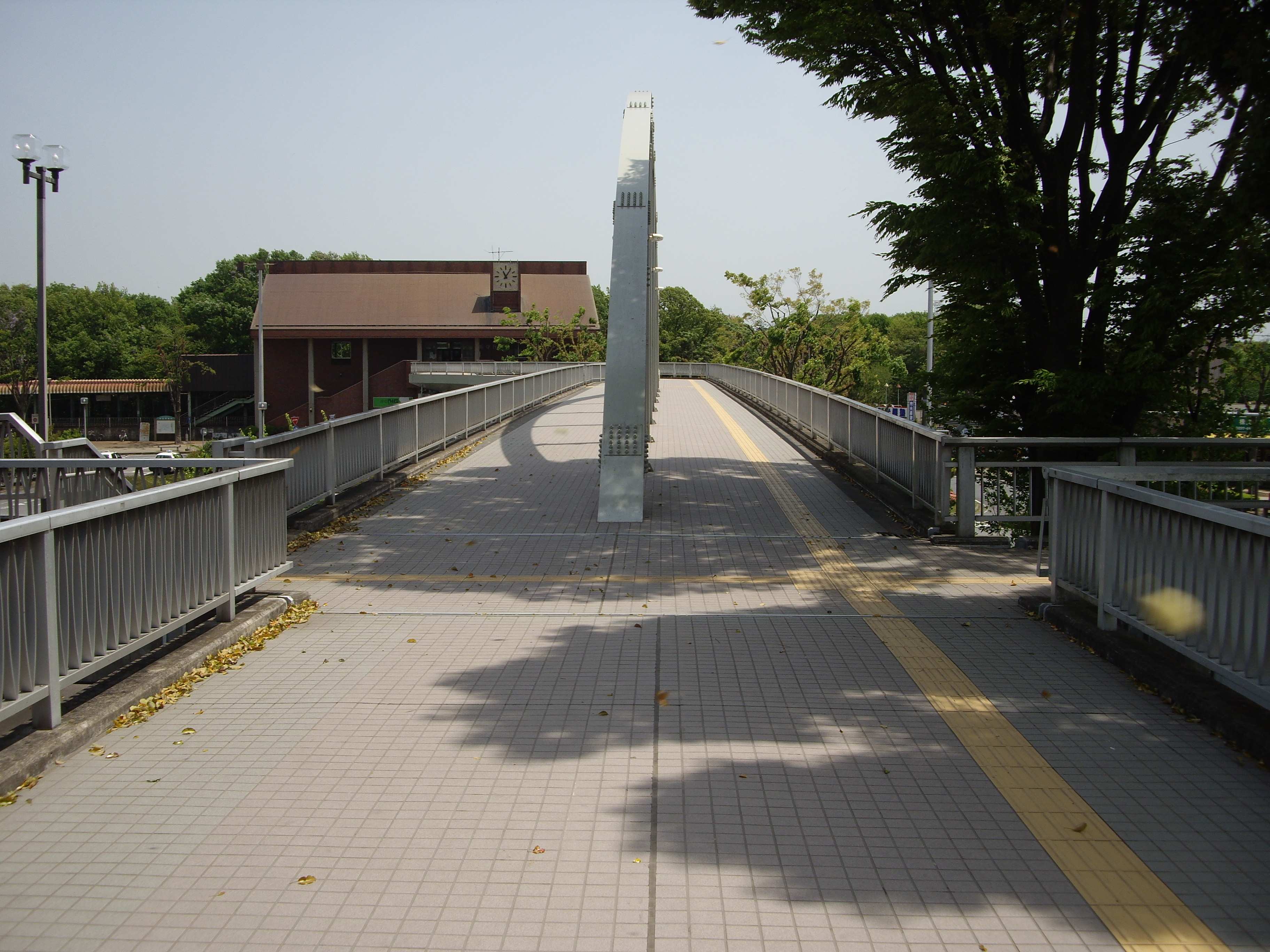
ペデストリアンデッキ（2010年5月）
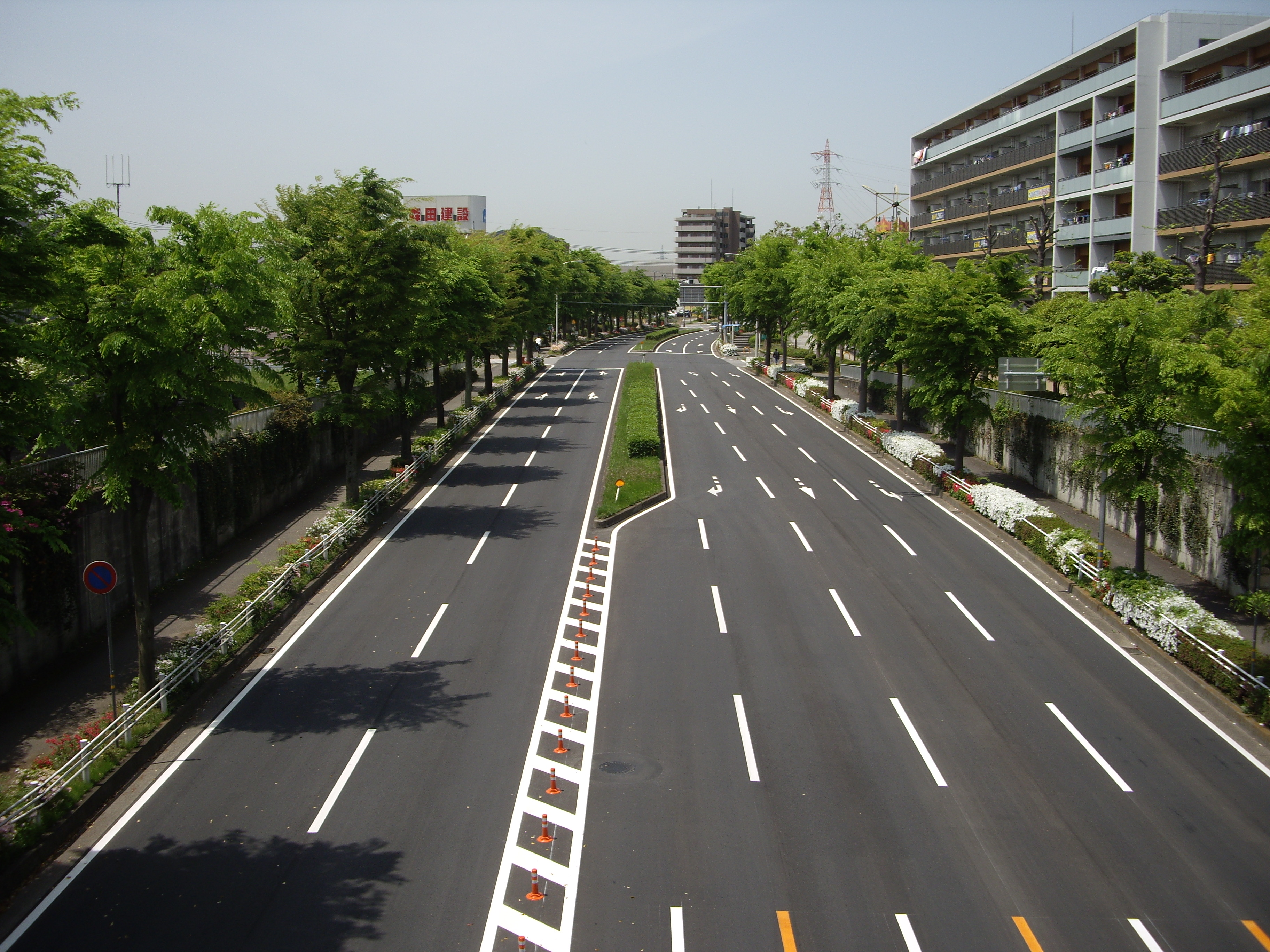
新守谷駅前通り（2010年5月）

## バス路線
一般路線バスのうち、守谷駅西口行きの始発点となっている。また、ペデストリアンデッキから伸びる駅前歩道橋を渡った先にある「新守谷駅入口」バス停を、｢急行北守谷シャトル｣（一般路線バス）が経由する。
新守谷駅（駅前ロータリー）
| 系統 | 主要経由地                         | 行先       | 運行会社  |
| ---- | ---------------------------------- | ---------- | --------- |
|      | 立沢公園・薬師台五丁目・守谷市役所 | 守谷駅西口 | ■関東鉄道 |

新守谷駅入口
| 系統         | 主要経由地                                       | 行先         | 運行会社  |
| ------------ | ------------------------------------------------ | ------------ | --------- |
| 急行         | （途中無停車）                                   | 守谷駅西口   | ■関東鉄道 |
| シャトルバス | 文化会館前・御所ケ丘・第一病院前・研修センター前 | 北守谷公民館 | ■関東鉄道 |

## テレビ撮影
- 天才柳沢教授の生活（フジテレビ系列）
- 白夜行（TBS系列）[13]

## 隣の駅
関東鉄道
■常総線
■快速
通過
■普通
守谷駅 - 新守谷駅 - 小絹駅

### 記事本文